# 胡狼来了
《胡狼来了》（韓語：자칼이 온다）是2012年上映的一部韩国轻松搞笑电影。由裴亨俊导演、吴相浩编剧，金在中和宋智孝领衔主演。该影片讲述了一个糊涂的女杀手受他人委托，在劫持了人气歌手过程中展开的一系列搞笑故事。

## 剧情简介
影片讲述传说中的杀手Jackal最近策划了一个计划，预谋公然挑战警方的威信，警方在得到消息后，在Jackal出没的星州一带部署警力，并派大量警员埋伏于市内的天堂酒店。碰巧大明星崔贤（金在中饰）也入住同一酒店，女杀手奉敏贞（宋智孝饰）受委托准备向目标崔贤下毒手。在经历连串误打误撞的事件后，崔贤成为敏静手上胁持的人质，因而发生了一系列趣事。

## 演员阵容
| 演員       | 角色     | 備註           |
| 金在中     | 崔贤     | 韓流巨星       |
| 宋智孝     | 奉敏貞   | 殺手Jackal     |
| 吴达庶     | 馬勝基   | 鄉村刑警組長   |
| 韩尚進     | 申隊長   | FBI特搜要員    |
| 金成玲     | 安潔拉   | 財團副會長     |
| 徐伊安     | 劉巡警   | 鄉村刑警       |
| 金容建     | 財團會長 | 安潔拉老公     |
| 尹相花     |          | 崔贤的经纪人   |
| 姜泰森     | 刑警     | FBI特搜要員    |
| 이태림(李) | 趙刑警   | FBI特搜要員    |
| 徐東沅     |          | 飯店招待員     |
| 羅美蘭     |          | 飯店清潔工     |
| 申東美     | 申善英   | 崔贤前女友     |
| 李柱亨     | 刺刀     | 殺手           |
| 周旻荷     |          | 崔贤的疯狂粉丝 |
| 太恆浩     |          | 鄉村刑警       |
| 謝姬       |          | MV女主角       |
| 劉太旿     |          | 鬍子           |

## 音樂
| 曲序 | 曲目           | 演唱   | 时长 |
| ---- | -------------- | ------ | ---- |
| 1.   | 只屬於我的安慰 | 金在中 | 3:12 |
| 2.   | Kiss B         | 金在中 | 4:10 |
| 3.   | Stay           | 金在中 |      |

## 外部連結
- NAVER電影 （页面存档备份，存于）
- Daum電影 （页面存档备份，存于）
- 互联网电影数据库（IMDb）上《女狼出任務》的资料（英文）

1. ↑  . OSEN. 2012-11-05  [2014-12-14]. （原始内容存档于2015-07-24） （韩语）.
2. ↑  . Maxmovie. 2012-10-17  [2014-12-14]. （原始内容存档于2014-12-20） （韩语）.